# L – Der Lautlose
L – Der Lautlose (Originaltitel: The Liquidator) ist eine britische Filmkomödie von Regisseur Jack Cardiff aus dem Jahr 1965.

## Handlung
Gegen Ende des Zweiten Weltkriegs rettet der ängstliche Soldat Boysie Oakes zufällig den britischen Geheimdienst-Major Mostyn vor einem Attentat in Paris.
Zwanzig Jahre später sucht Mostyn einen Auftragsmörder für seine Behörde und erinnert sich an Oakes, den er fälschlicherweise als völlig furchtlos einschätzt. Er stellt ihn in Dienst und nach dem Ende seiner Ausbildung kann dieser sich von seinen Bezügen einen angenehmen Lebensstil leisten.
Erst als er seinen ersten Mordauftrag erhält, wird Oakes klar, worauf er sich da eigentlich eingelassen hat. In seiner Not heuert er einen freiberuflichen Killer an, der für ihn die Morde erledigen soll. Alles läuft zunächst nach Plan, bis Oakes zusammen mit Iris, der Sekretärin von Mostyn, an die Côte d’Azur fährt. Dort werden sie von sowjetischen Agenten gefangen genommen, welche die Ermordung des Herzogs von Edinburgh planen.
Sie werden vom lokalen Kontaktmann Quadrant befreit und der unter Flugangst leidende Boysie wird nun beauftragt, den Anschlag auf Prinz Philip zu verhindern. Hierzu muss er in ein streng geheimes Kampfflugzeug steigen, welches dem Prinzen vorgeführt werden soll. Am Ende muss er, auf sich allein gestellt, den Jet landen.

## Kritik
„Eine nur teilweise gelungene Parodie auf Agentenfilme in einer Mischung von grotesken und realistischen Szenen.“

„Durch parodistische Züge und britischen Humor aufgelockerter und erträglich gemachter Spionagereißer. Technisch gesehen läßt der Film kaum einen Wunsch offen. Für erwachsene Liebhaber gut möglich.“

- Die New York Times meinte, „das Drehbuch hätte funktionieren können - mit den Beatles, beispielsweise, setzt es doch den unheldenhaften Hauptdarsteller reihenweise in peinlichen Situationen in Szene. Der einzige Grund, sich diese teure Farbproduktion anzusehen, ist die grandiose Szenerie. Jack Cardiff ist ein bestbeleumundeter Führer einer Kamera. Aber Schauspieler zu führen, ist etwas ganz anderes.“[3]
- Matt Blake schreibt: „Keinen Augenblick lang ist auch nur eine der prekären Situationen glaubhaft, in denen Oaks sich wiederfindet, und sie berühren uns auch nicht. Jack Cardiffs luftige Regie passt zu Lalo Schifrins belangloser Musik und garantiert somit eine unbemerkenswerte Filmerfahrung.“[4]

## Hintergrund
Der Film basierte auf dem Roman The Liquidator von John Edmund Gardner, dem ersten Teil einer ganzen Serie um Boysie Oakes, die als James-Bond-Parodie angelegt war. Es war zunächst geplant, eine Filmreihe zu entwickeln, hierzu kam es jedoch nicht. Gardner trat später als offizieller James-Bond-Autor die Nachfolge von Ian Fleming an.